# 凤滩水库
凤滩水库位于中国湖南省沅陵县境内酉水（沅水支流）下游，距沅陵县城45公里。水库以发电为主，兼有防洪、航运等综合效益，属季调节水库。
水电站一期装机40万千瓦，2001年后增容扩机又增加40万千瓦。
2005年被评为国家“AAA”级景区，2006年被评为全国工业旅游示范点。